# Estación de Valsequillo
Valsequillo fue una estación de ferrocarril situada en el municipio español de Valsequillo, en la provincia de Córdoba, comunidad autónoma de Andalucía. La estación se encuentra en las afueras de la localidad homónima y junto a ella pueden distinguirse otros edificios también construidos para la explotación del ferrocarril.

## Situación ferroviaria
La estación se encontraba situada en el punto kilométrico 39,950 de la línea férrea de ancho ibérico de Córdoba a Almorchón, entre las estaciones de La Granjuela y de Zújar de Córdoba. El tramo es de vía única y sin electrificar.

## Historia
La estación entró en servicio el 1 de abril de 1868 con la apertura al tráfico la línea que buscaba unir Almorchón (Badajoz) con Belmez (Córdoba). La Compañía de Caminos de Hierro de Ciudad Real a Badajoz y de Almorchón a Belmez fue la impulsora de la línea y su gestora hasta abril de 1880, fecha en la cual fue absorbida por la compañía MZA. Las instalaciones tuvieron un protagonismo destacado durante el transcurso de la Guerra Civil, entre 1936 y 1939.
En 1941, con la nacionalización de todas las líneas de ancho ibérico, la estación pasó a integrarse en la red de la recién creada RENFE. La línea fue clausurada al tráfico de viajeros el 1 de abril de 1974 y quedó limitada a los trenes de mercancías, lo que supuso el cierre de muchas estaciones —como la de Valsequillo—.